# Lathyrus hasslerianus
Lathyrus hasslerianus är en ärtväxtart som beskrevs av Arturo Erhardo Erardo Burkart. Lathyrus hasslerianus ingår i släktet vialer, och familjen ärtväxter. Inga underarter finns listade i Catalogue of Life.